# Chumbawamba
Chumbawamba [ˌtʃʌmbəˈwɑːmbə] war eine britische Alternative-Rock-Band aus Burnley. Ursprünglich aus dem Punk kommend, verbindet ihre Musik Rock-, Pop- und Folk-Elemente mit anarchistischen Texten. Eines ihrer bekanntesten Stücke ist Tubthumping (»I get knocked down! But I get up again; you’re never gonna keep me down«), das häufig im Umfeld der Fußball-Weltmeisterschaft 1998 gespielt wurde. Im Juli 2012 gab die Band ihre Auflösung bekannt.

## Geschichte

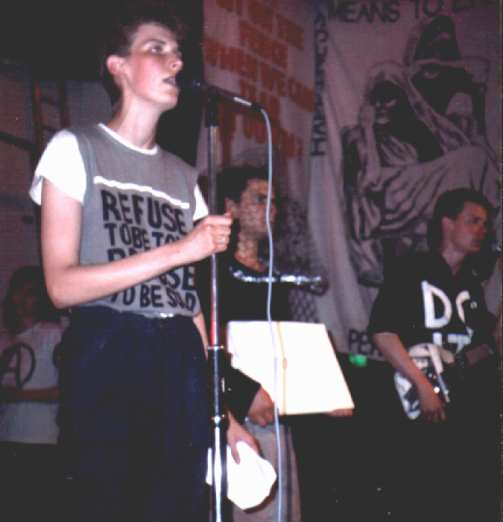
Chumbawamba (1985)

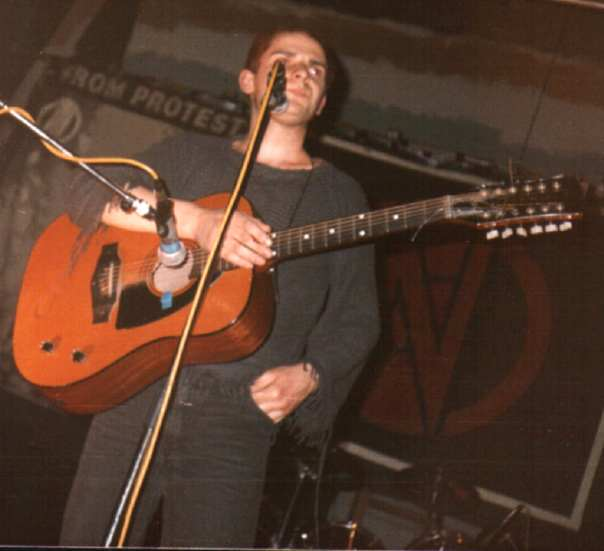
Danbert Nobacon (1986)

Die Band wurde 1982 von Boff Whalley, Danbert Nobacon und einer Person namens „Midge“ gegründet. In dieser Zusammensetzung veröffentlichten sie einen Titel auf dem Sampler Bullshit Detector 2 auf dem von der Band Crass betriebenen Label Crass Records. Noch im selben Jahr schlossen sich Lou Watts und Dunstan Bruce der Band an.
Ihre erste Single erschien auf ihrem eigenen Label Agit-Prop. Der britische Radiomoderator John Peel spielte sie in seiner Show und bot der Band zwei Sessions an. Ihr erstes Album Pictures of Starving Children Sell Records erschien ebenfalls auf Agit-Prop. Als das Label zu einer finanziellen Belastung für die Band wurde, löste sie es auf. Kurze Zeit später wechselte Chumbawamba zum Independent-Label One Little Indian Records unter der Leitung von Derek Birkett, Ex-Bassist der Punkband Flux of Pink Indians. Dort erschien unter anderem ihr politischstes Album, Anarchy (1994), das mit Songs wie Enough is Enough oder Mouthful of Shit gegen Faschismus Stellung bezieht.
Als 1995 Mavis Dillon die Gruppe verließ, wurde er von Jude Abbott ersetzt. 1997 wechselten sie zum Major-Label EMI. Hier erschien ihr kommerziell erfolgreichstes Album Tubthumper, welches ihnen endgültig zum Durchbruch verhalf.

## Stil und Politik
Der Stil von Chumbawamba entwickelte sich von anfänglich sehr starken Punk-Einflüssen zu einer größeren Klangvielfalt mit Einflüssen aus Rock-, Pop- und Folkmusik. Die Texte jedoch blieben bei einer starken Kritik gegen kapitalistische und imperialistische Kräfte, sie erinnern teils an Klassenkampfparolen. Die Band gibt in ihren Liedern eine sehr linke, teils anarchistische politische Einstellung weiter: Von Landlords des Mittelalters (English Rebel Songs) über Margaret Thatcher bis hin zu Tony Blair werden „Gegner der Arbeiterschaft“ und Rechtsradikale in negativen, teilweise stark ironisierten Tönen besungen, wobei der popartige Sound oft weiterhin bestehen bleibt. Chumbawamba greift verschiedenste musikalische Einflüsse auf: Von englischem Folk über amerikanische Pop- oder englische Punkmusik ist alles vertreten.

## Name der Band
Wie man den FAQ der offiziellen Homepage der Band entnehmen kann, bedeutet Chumbawamba nichts Besonderes. Während der Zeit ihrer Gründung gab es zahlreiche Bands mit sonderbaren Namen.
Andere Erklärungen des Namens:
- In einem Interview auf einer deutschen Website[3] behaupteten Nutter und Whalley, „Chumbawamba“ sei der Name eines Maskottchens eines Fußballvereins, Walford Town, das sie in einer Sammlung alter Fakten und Zahlen über britischen Fußball (The Rothman’s Yearbook) gefunden hätten. „... Und wir dachten, das wäre lustig, also haben wir den Namen verwendet.“

- Whalley behauptet in seiner Autobiographie, der Name sei vom Gesang afrikanischer Straßenmusiker abgeleitet, die er und Danbert in Paris gehört haben. In einer Fußnote sagt er aber, dass diese Erklärung eine Lüge ist, genauso wie jede andere Erklärung auch, die die Band im Laufe der Jahre zu ihrem Namen gegeben hat.

## Diskografie

### Studioalben
| Jahr | Titel                 | Höchstplatzierung, Gesamtwochen, AuszeichnungChartplatzierungen (Jahr, Titel, Platzierungen, Wochen, Auszeichnungen, Anmerkungen) | Höchstplatzierung, Gesamtwochen, AuszeichnungChartplatzierungen (Jahr, Titel, Platzierungen, Wochen, Auszeichnungen, Anmerkungen) | Höchstplatzierung, Gesamtwochen, AuszeichnungChartplatzierungen (Jahr, Titel, Platzierungen, Wochen, Auszeichnungen, Anmerkungen) | Höchstplatzierung, Gesamtwochen, AuszeichnungChartplatzierungen (Jahr, Titel, Platzierungen, Wochen, Auszeichnungen, Anmerkungen) | Anmerkungen                                                                                   |
| Jahr | Titel                 | DE | CH | UK | US | Anmerkungen                                                                                   |
| ---- | --------------------- | --- | --- | --- | --- | --------------------------------------------------------------------------------------------- |
| 1995 | Swingin’ with Raymond | — | — | UK70 (1 Wo.)UK | — | Erstveröffentlichung: 23. Oktober 1995                                                        |
| 1997 | Tubthumper            | DE18 (11 Wo.)DE | CH32 (6 Wo.)CH | UK19 Silber · (7 Wo.)UK | US3 ×3Dreifachplatin · (43 Wo.)US                                                                                                 | Erstveröffentlichung: 1. September 1997                                                       |
| 2000 | WYSIWYG               | DE68 (2 Wo.)DE | — | — | — | Erstveröffentlichung: 4. April 2000 Bedeutung des Albumtitels: „What You See Is What You Get“ |

Weitere Studioalben
- 1986: Pictures of Starving Children Sell Records: Starvation, Charity and Rock & Roll – Lies & Traditions
- 1987: Never Mind the Ballots
- 1988: English Rebel Songs 1381-1914
- 1990: Slap!
- 1992: Shhh
- 2002: Readymades
- 2004: Un
- 2005: A Singsong and a Scrap
- 2008: The Boy Bands Have Won
- 2010: ABCDEFG

### Livealben
- 1993: Live in Armley
- 1994: Showbusiness!
- 2006: Get On with It – Live

### Kompilationen
- 1984: Be Happy! Despite It All… (Demos) (mit Passion Killers)
- 1994: First 2
- 1998: Uneasy Listening
- 1998: Uneasy Listening & Tubthumper
- 2003: Shhhlap!
- 2008: Un & A Singsong and a Scrap

### EPs
- 1996: i – Portraits of Anarchists
- 1998: Japan Only Mini-Album – Amnesia
- 1999: The ABCs of Anarchism (mit Negativland)
- 2013: In Memoriam: Margaret Thatcher (nur für Abonnenten des Chumbawamba-Newsletters – aufgenommen 2005, CDs verschickt am 8. April 2013, dem Todestag Thatchers)

### Soundtracks
- 2003: Revenger’s Tragedy

### Singles
| Jahr | Titel Album                                                | Höchstplatzierung, Gesamtwochen, AuszeichnungChartplatzierungen (Jahr, Titel, Album, Platzierungen, Wochen, Auszeichnungen, Anmerkungen) | Höchstplatzierung, Gesamtwochen, AuszeichnungChartplatzierungen (Jahr, Titel, Album, Platzierungen, Wochen, Auszeichnungen, Anmerkungen) | Höchstplatzierung, Gesamtwochen, AuszeichnungChartplatzierungen (Jahr, Titel, Album, Platzierungen, Wochen, Auszeichnungen, Anmerkungen) | Höchstplatzierung, Gesamtwochen, AuszeichnungChartplatzierungen (Jahr, Titel, Album, Platzierungen, Wochen, Auszeichnungen, Anmerkungen) | Höchstplatzierung, Gesamtwochen, AuszeichnungChartplatzierungen (Jahr, Titel, Album, Platzierungen, Wochen, Auszeichnungen, Anmerkungen) | Anmerkungen                                         |
| Jahr | Titel Album                                                | DE | AT | CH | UK | US | Anmerkungen                                         |
| ---- | ---------------------------------------------------------- | --- | --- | --- | --- | --- | --------------------------------------------------- |
| 1993 | Enough Is Enough Anarchy                                   | — | — | — | UK56 (2 Wo.)UK | — | Erstveröffentlichung: 1993 mit Credit to the Nation |
| 1993 | Timebomb Anarchy                                           | — | — | — | UK59 (1 Wo.)UK | — | Erstveröffentlichung: 1993                          |
| 1997 | Tubthumping Tubthumper                                     | DE11 (21 Wo.)DE | AT14 (12 Wo.)AT | CH14 (14 Wo.)CH | UK2 ×2Doppelplatin · (20 Wo.)UK | US6 (31 Wo.)US | Erstveröffentlichung: 18. Juli 1997                 |
| 1998 | Amnesia Tubthumper                                         | DE83 (5 Wo.)DE | — | — | UK10 (5 Wo.)UK | — | Erstveröffentlichung: 19. Januar 1998               |
| 1998 | Top of the World (Olé, Olé, Olé) Tubthumper (Reissue 1998) | — | — | — | UK21 (3 Wo.)UK | — | Erstveröffentlichung: 12. Mai 1998                  |
| 2000 | She’s Got All the Friends That Money Can Buy WYSIWYG       | — | — | CH73 (1 Wo.)CH | — | — | Erstveröffentlichung: 29. Februar 2000              |

Weitere Singles
- 1985: Revolution
- 1986: We Are the World?
- 1988: Smash Clause 28! / Fight the Alton Bill!
- 1992: I Never Gave Up
- 1992: (Someone’s Always Telling You How To) Behave
- 1994: Homophobia (mit Sisters of Perpetual Indulgence)
- 1994: Give the Anarchist a Cigarette
- 1994: Criminal Injustice (Chumbawamba meets D.I.Y.)
- 1995: Ugh! Your Ugly Houses!
- 1995: Just Look at Me Now
- 1997: Drip Drip Drip
- 1998: Mouthful of Shit
- 1999: Tony Blair
- 2000: Enough Is Enough (Kick It Over) (limitiert, nur für Abonnenten des Chumbawamba-Newsletters)
- 2002: Her Majesty
- 2002: Home with Me
- 2002: Salt Fare, North Sea
- 2002: Jacob's Ladder (Not in My Name)
- 2002: God Save the Queen (Enemy Within)
- 2004: The Wizard of Menlo Park
- 2004: On eBay
- 2005: Fade Away (I Don’t Want To)
- 2009: Bo(red) Humo(red)

### Videoalben
- 2000: Well Done. Now Sod Off
- 2012: Going, Going – Live at Leeds City Varieties

## Auszeichnungen für Musikverkäufe
| Goldene Schallplatte - Japan - 1998: für das Album Tubthumper - Schweden - 1997: für die Single Tubthumping Platin-Schallplatte - Neuseeland - 1997: für die Single Tubthumping - Norwegen - 1997: für die Single Tubthumping | 2× Platin-Schallplatte - Australien - 1997: für die Single Tubthumping 4× Platin-Schallplatte - Kanada - 1997: für das Album Tubthumper |

Anmerkung: Auszeichnungen in Ländern aus den Charttabellen bzw. Chartboxen sind in ebendiesen zu finden.
| Land/RegionAuszeichnungen für Musikverkäufe (Land/Region, Auszeichnungen, Verkäufe, Quellen) | Silber  | Gold     | Platin       | Verkäufe  | Quellen                   |
| -------------------------------------------------------------------------------------------- | ------- | -------- | ------------ | --------- | ------------------------- |
| Australien (ARIA)                                                                            | —       | —        | 2× Platin2   | 140.000   | aria.com.au               |
| Japan (RIAJ)                                                                                 | —       | Gold1    | —            | 100.000   | riaj.or.jp                |
| Kanada (MC)                                                                                  | —       | —        | 4× Platin4   | 400.000   | musiccanada.com           |
| Neuseeland (RMNZ)                                                                            | —       | —        | Platin1      | 10.000    | aotearoamusiccharts.co.nz |
| Norwegen (IFPI)                                                                              | —       | —        | Platin1      | 20.000    | ifpi.no                   |
| Schweden (IFPI)                                                                              | —       | Gold1    | —            | 15.000    | sverigetopplistan.se      |
| Vereinigte Staaten (RIAA)                                                                    | —       | —        | 3× Platin3   | 3.000.000 | riaa.com                  |
| Vereinigtes Königreich (BPI)                                                                 | Silber1 | —        | 2× Platin2   | 1.260.000 | bpi.co.uk                 |
| Insgesamt                                                                                    | Silber1 | 2× Gold2 | 13× Platin13 |           |                           |